# 忠孝路 (嘉義市)
忠孝路（Zhongxiao Rd.）為臺灣嘉義市的南北向道路之一，是主要連結嘉義市區與民雄地區的重要道路。全線不分段，南接民族路；北以嘉義縣市界為界，銜接建國路三段。其中自博愛路一段（博愛陸橋）和至嘉義縣市界路段為省道台1線的一部份。

## 行經行政區域
- 西區、東區

## 車道配置
（由南到北）

| - 民族路─公明路：雙向共用單車道 - 公明路─林森西路、林森東路：雙向各一車道 - 林森西路、林森東路─博愛路二段、博東路： - 北向： - 快車道：三車道（全線禁行機慢車） - 慢車道：單車道 - 南向：二車道，並設有機慢車道（內線禁行機慢車） - 設置中央安全島及快慢車道綠化分隔島（北向） | - 博愛路二段、博東路─忠孝一街： - 快車道：雙向各三車道（全線禁行機慢車） - 慢車道：雙向各單車道 - 設置中央綠化安全島及快慢車道綠化分隔島 | - 忠孝一街─保忠一街： - 北向： - 快車道：三車道（全線禁行機慢車） - 慢車道：單車道 - 南向：三車道，並設有機慢車道（內二線禁行機慢車） - 設置中央綠化安全島及快慢車道綠化分隔島（北向） | - 保忠一街─嘉義縣市界：雙向各三車道及中央綠化安全島，並各設有機慢車道（內二線禁行機慢車） |

## 沿線設施
（由南到北）

| - 嘉義公車捷運 - 文化中心站 - 台斗坑站 - 後湖站 - 宏仁女中站 - 嘉義市公車 忠孝新民幹線（紅線） - 文化中心站 - 台斗坑站 - 後湖站 - 宏仁女中站（以上與嘉義BRT共站轉乘） - 荖藤宅站 - 忠孝北街站 - 紅毛井 - 嘉義市政府警察局（中山路195號） - 嘉義市政府（中山路199號）嘉義市政府稅務局 （页面存档备份，存于）（154號） - 檜意森活村（林森東路1號） - 北門車站（共和路428號） - 嘉義市立博物館（275-1號） - 嘉義市政府文化局（275號） - 嘉義市立圖書館 （页面存档备份，存于）文化中心總館（275號） - 肯德基嘉義忠孝門市（489號） | - 麥當勞嘉義忠孝店（491號） - 耐斯廣場（600號） - 嘉義基督教醫院（539號） - 後湖公車站 - 嘉北車站（保健街110號） - 特力屋嘉義店（547號） - 特力和樂家居館 （页面存档备份，存于）嘉義店（549號） - 好市多嘉義店（668號） - 嘉義市私立宏仁女子高級中學（667號） - 嘉義客運（忠孝一街1號） |

## 慢車道設置徒步區爭議
2016年1月，嘉義市政府於忠孝路的林森東路至麗星大飯店之間分隔島設置裝置藝術，並規劃為「交趾陶藝術大道」。後嘉義市政府為配合「交趾陶藝術大道」與檜意森活村及阿里山森林鐵路車庫園區與文化中心相互連貫，將忠孝路自林森東路至共和路234巷間北向慢車道取消，並改設為行人徒步區。根據嘉義市政府交通觀光處（今嘉義市政府交通處）交通工程科長盧本能指出，經顧問公司評估車流量可負荷，3快車道未來劃分為2快、1慢車道，與同路段對向車道相同，未聽取當地里長建議及市民反映，執意將慢車道取消並設置為行人徒步區。2016年2月3日，徒步區正式設置。徒步區設置後，機慢車必須改道由快車道通行而非自圓環行駛慢車道，造成機慢車騎士因不知曉而必須繞道，導致忠孝路與林森路口之交通混亂。2016年3月8日，自忠孝路徒步區設置以來發生第一件車禍，一名陳姓老人騎機車由南往北行經檜村旁忠孝路口，撞上由西向東林姓女子的轎車，陳姓老人手腳撕裂傷送醫，而同時，嘉義市政府交通觀光處（今嘉義市政府交通處）見徒步區設置的成效不佳，又導致交通混亂，遂於2016年3月15日取消徒步區並恢復慢車道通行，該徒步區自設置至廢除僅維持42天。